# Idiocera (Idiocera) sachalinensis
Idiocera (Idiocera) sachalinensis is een tweevleugelige uit de familie steltmuggen (Limoniidae). De soort komt voor in het Palearctisch gebied.